# Aulonium vicinum
Aulonium vicinum es una especie de coleóptero de la familia Zopheridae.

## Distribución geográfica
Habita en Bolivia.